# 미스미정 (야마구치현)
미스미정(三隅町)은 야마구치현 북부 오쓰군(이전 나가토국)에 있던 정이다.
2005년 3월 22일에 오쓰군의 외 2정과 나가토시가 합병해, 나가토시가 되었다.

## 역사
- 1889년 4월 1일 - 정촌제 시행에 의해 미스미촌이 성립하였다.
- 1942년 11월 3일 - 정으로 승격해 미스미정이 되었다.
- 2005년 3월 22일 - 나가토시, 헤키정, 유야정과 합병해 새로운 나가토시가 성립하였다. 동일 미스미정은 폐지되었다.

## 교통

### 도로
- 국도 제191호선 (일본)(일본어판)

### 철도
- 서일본 여객철도
  - 산인 본선